# Mesorregión del Sertão Alagoano
La mesorregión del Sertão Alagoano es una de las tres  mesorregiones pertenecientes al estado brasileño de Alagoas. Está formada por la unión 26 de municipios agrupados en cuatro  microrregiones.

## Microrregiones
- Alagoana do Sertão do São Francisco
- Batalha
- Santana do Ipanema
- Serrana do Sertão Alagoano

## Historia
Fue la última mesorregión del estado en ser colonizada.

## Geografía
El clima en esa mesorregión es semiárido, con precipitaciones irregulares de lluvias. Y humedad relativa del aire baja.
Presenta una vegetación de caatinga, acostumbrada con un índice menor de lluvias.

## Demografía
Es la mesorregión menos poblada del estado, con una densidad demográfica baja. La gran mayoría de esta población está formada por portugueses que vinieron para la mesorregión en el período colonial, para praticar la ganadería de cabras y bovinos.

## Economía
La economía de esta mesorregión está basada en el comercio y en la agricultura.
Los principales productos de esta mesorregión son el frijol y a mandioca.
- Datos: Q2716871